# Satoshi Shiki
士貴智志
Satoshi Shiki (士貴智志, Shiki Satoshi), né le 20 novembre 1970, est un mangaka japonais.

## Biographie
Satoshi Shiki commence sa carrière de mangaka professionnel en 1991 chez l'éditeur Kadokawa Shoten en publiant son one shot Crimes et Châtiments, dans le supplément Comic Genki du magazine Newtype. En 1993, il commence sa première série, Riot. Malgré un certain succès au Japon, la série est interrompue après seulement deux volumes. Sa collaboration avec cet éditeur prend alors fin, ce qui entraîne également la fin de son œuvre 69.
En 1997, il publie son manga Kamikaze dans le magazine Afternoon de l'éditeur Kōdansha, qui prendra fin en 2003 après sept volumes. Entre 2000 et 2002, il dessine Min Min Mint pour Kōdansha.
Début 2004, il s'occupe de la conception de la série animée Daphne in the Brilliant Blue, et écrit l'adaptation en manga dans le mensuel Young King Ours de l'éditeur Shonen Gahosha.
Fin 2006, l'auteure fait son retour dans le manga avec XBlade, coécrit avec Tatsuhiko Ida, prépublié dans le mensuel Monthly Shōnen Sirius. Il prend fin en octobre 2013.
Depuis août 2013, il réalise l'adaptation manga de la série de light novel Shingeki no Kyojin: Before the fall, issu de l'univers du manga L'Attaque des Titans. Elle est publiée dans le magazine Monthly Shōnen Sirius,.